# Stolzenbach (Borken)
Stolzenbach ist ein Stadtteil von Borken im nordhessischen Schwalm-Eder-Kreis. Es liegt in einem Seitental der Olmes an der Landesstraße 3152 von Dillich nach Pfaffenhausen, die innerorts als „Dillicher Straße“ bezeichnet wird.

## Geographische Lage
Die Gemarkung Stolzenbach hat eine Größe von 356 ha, wovon 163 ha als Wald genutzt werden. An der südlichen Gemarkungsgrenze zu Dillich liegt der Leuteberg mit 278 m Höhe. Im nördlichen Gemarkungsbereich beginnt der Weinkopf mit 298 m Höhe.
Nordöstlich von Stolzenbach liegt Pfaffenhausen, südlich Dillich und im Norden die Kernstadt Borken.

## Geschichte

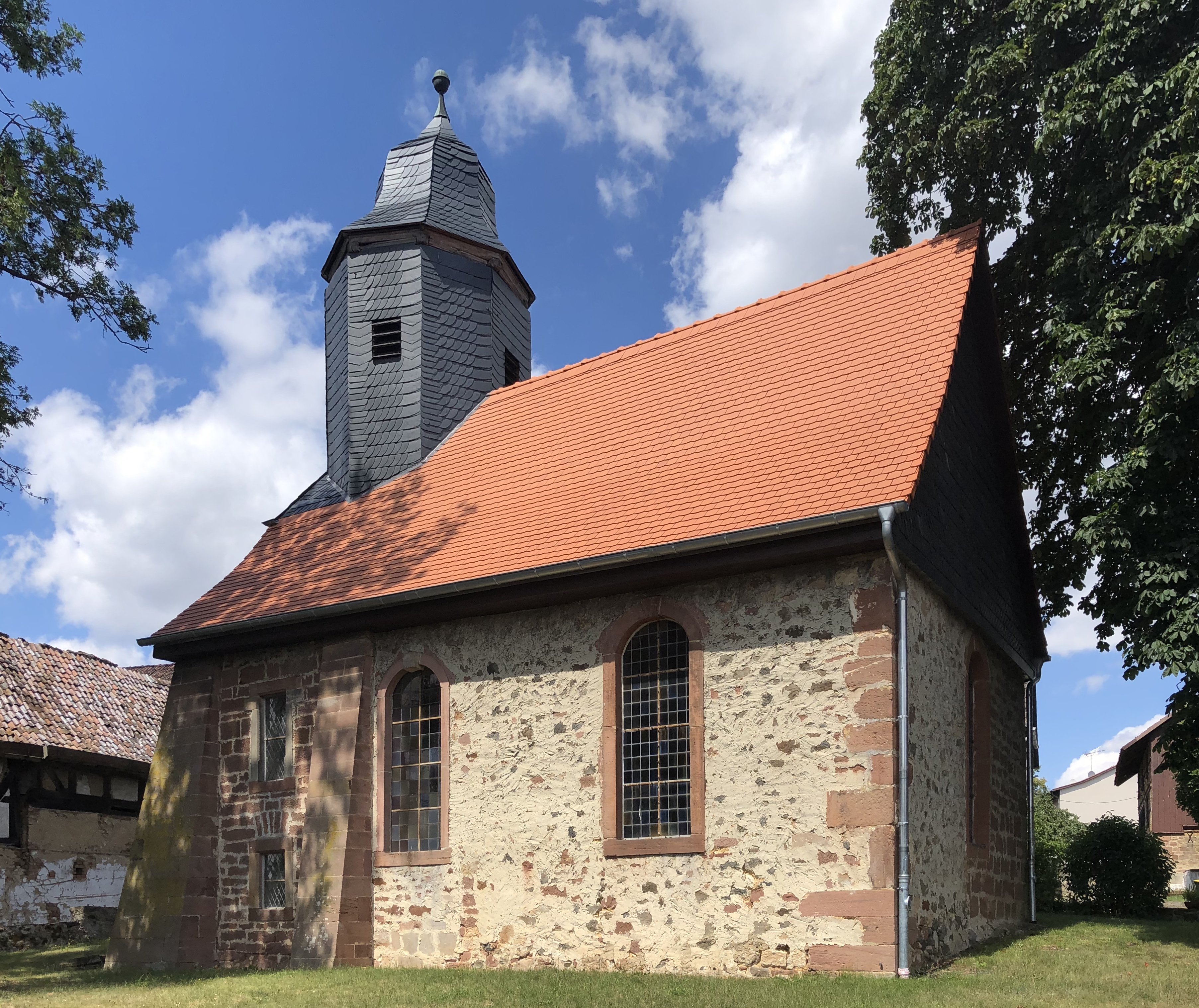
Evangelische Kirche Stolzenbach

### Ortsgeschichte
Die älteste bekannte schriftliche Erwähnung von Stolzenbach erfolgte unter dem Namen Stolzinbach um das Jahr 1250. Seit 1511 wird Stolzenbach als Dorf bezeichnet. Weitere Erwähnungen erfolgten unter den Ortsnamen (in Klammern das Jahr der Erwähnung): Stoltenbach (1266), Stoltzenbach (1343), Stolczinbach (1361), Stoltzinbach (1370) und Stoltzenbach (um 1570).
Im Zuge der Gebietsreform in Hessen wurde die bis dahin selbständige Gemeinde Stolzenbach zum 1. Dezember 1971 mit sieben weiteren Gemeinden auf freiwilliger Basis in die Stadt Borken (Bezirk Kassel) eingegliedert. Für alle durch die Gebietsreform eingegliederten Stadtteile wurde Ortsbezirke mit Ortsbeirat und Ortsvorsteher eingerichtet.

### Braunkohlenbergbau und Grubenunglück
Die Schachtanlage Stolzenbach des Braunkohlegebietes Borken förderte seit 1956 im Untertagebau aus einer Tiefe von ca. 60 bis 170 m Braunkohle. Bei einer der größten Katastrophen im deutschen Kohlebergbau, dem Grubenunglück von Stolzenbach am 1. Juni 1988, wurden durch eine Kohlenstaubexplosion in der Braunkohlengrube Stolzenbach 51 Bergleute getötet. Sechs Bergleute überlebten in 150 Meter Tiefe in einer Luftblase und wurden am 4. Juni gerettet. Zur Akutbetreuung der Opfer und Hilfskräfte wurde der „Arbeitskreis Stolzenbachhilfe“ gegründet.
Nach dem Unglück wurde der Braunkohlebergbau in der Region Borken eingestellt.  Am Ortsrand von Stolzenbach liegt seitdem die „Gedenkstätte Schachtanlage Stolzenbach“. Die heute stillgelegte Grube ist eine wichtige paläontologische Fundstätte von Sumpfschildkröten (Palaeoemys hessiaca und Borkenia oschkinisi).

## Bevölkerung
Einwohnerstruktur 2011
Nach den Erhebungen des Zensus 2011 lebten am Stichtag, dem 9. Mai 2011, in Stolzenbach 96 Einwohner. Darunter waren keine Ausländer.
Nach dem Lebensalter waren 9 Einwohner unter 18 Jahren, 30 zwischen 18 und 49, 36 zwischen 50 und 64 und 24 Einwohner waren älter. Die Einwohner lebten in 45 Haushalten. Davon waren 12 Singlehaushalte, 18 Paare ohne Kinder und 9 Paare mit Kindern, sowie 6 Alleinerziehende und 3 Wohngemeinschaften. In 12 Haushalten lebten ausschließlich Senioren und in 30 Haushaltungen lebten keine Senioren.
Einwohnerentwicklung
| Quelle: Historisches Ortslexikon |                |
| • 1742:                          | 13 Häuser      |
| • 1747:                          | 14 Hausgesesse |

| Stolzenbach: Einwohnerzahlen von 1775 bis 2020 | Stolzenbach: Einwohnerzahlen von 1775 bis 2020 | Stolzenbach: Einwohnerzahlen von 1775 bis 2020 | Stolzenbach: Einwohnerzahlen von 1775 bis 2020 | Stolzenbach: Einwohnerzahlen von 1775 bis 2020 |
| --- | ---------------------------------------------- | ---------------------------------------------- | ---------------------------------------------- | ---------------------------------------------- |
| Jahr |                                                |                                                |                                                | Einwohner                                      |
| 1775 | 1775                                           |                                                | 82                                             | 82                                             |
| 1800 | 1800                                           |                                                | ?                                              | ?                                              |
| 1834 | 1834                                           |                                                | 141                                            | 141                                            |
| 1840 | 1840                                           |                                                | 152                                            | 152                                            |
| 1846 | 1846                                           |                                                | 137                                            | 137                                            |
| 1852 | 1852                                           |                                                | 134                                            | 134                                            |
| 1858 | 1858                                           |                                                | 118                                            | 118                                            |
| 1864 | 1864                                           |                                                | 125                                            | 125                                            |
| 1871 | 1871                                           |                                                | 117                                            | 117                                            |
| 1875 | 1875                                           |                                                | 124                                            | 124                                            |
| 1885 | 1885                                           |                                                | 119                                            | 119                                            |
| 1895 | 1895                                           |                                                | 137                                            | 137                                            |
| 1905 | 1905                                           |                                                | 124                                            | 124                                            |
| 1910 | 1910                                           |                                                | 113                                            | 113                                            |
| 1925 | 1925                                           |                                                | 125                                            | 125                                            |
| 1939 | 1939                                           |                                                | 129                                            | 129                                            |
| 1946 | 1946                                           |                                                | 160                                            | 160                                            |
| 1950 | 1950                                           |                                                | 199                                            | 199                                            |
| 1956 | 1956                                           |                                                | 158                                            | 158                                            |
| 1961 | 1961                                           |                                                | 173                                            | 173                                            |
| 1967 | 1967                                           |                                                | 132                                            | 132                                            |
| 1970 | 1970                                           |                                                | 126                                            | 126                                            |
| 1980 | 1980                                           |                                                | ?                                              | ?                                              |
| 1990 | 1990                                           |                                                | ?                                              | ?                                              |
| 2000 | 2000                                           |                                                | ?                                              | ?                                              |
| 2011 | 2011                                           |                                                | 96                                             | 96                                             |
| 2020 | 2020                                           |                                                | 21                                             | 21                                             |
| Datenquelle: Historisches Gemeindeverzeichnis für Hessen: Die Bevölkerung der Gemeinden 1834 bis 1967. Wiesbaden: Hessisches Statistisches Landesamt, 1968. Weitere Quellen: LAGIS; Stadt Borken (Hessen), Zensus 2011 |                                                |                                                |                                                |                                                |

Historische Religionszugehörigkeit
| Quelle: Historisches Ortslexikon |                                                                     |
| • 1861:                          | alle Einwohner evangelisch-reformierter                             |
| • 1885:                          | 118 evangelische (= 90,16 %), ein katholischer (= 0,84 %) Einwohner |
| • 1961:                          | 147 evangelische (= 84,97 %), 24 katholische (= 13,87 %) Einwohner  |

Historische Erwerbstätigkeit
| • 1961 | Erwerbspersonen: 43 Land- und Forstwirtschaft, 33 Produzierendes Gewerbe, 2 Handel und Verkehr, 3 Dienstleistungen und Sonstiges |

## Politik
Für Stolzenbach besteht ein Ortsbezirk (Gebiete der ehemaligen Gemeinde Stolzenbach) mit Ortsbeirat und Ortsvorsteher nach der Hessischen Gemeindeordnung. Der Ortsbeirat besteht aus fünf Mitgliedern.
Bei den Kommunalwahlen in Hessen 2021 betrug die Wahlbeteiligung zum Ortsbeirat Stolzenbach 70,31 %. Alle Kandidaten gehörten der „Einheitsliste Stolzenbach“ an. Der Ortsbeirat wählte Ulrich Kiwitt zum Ortsvorsteher.